# 魚住昭
魚住 昭（うおずみ あきら、1951年10月25日 - ）は、日本のフリージャーナリスト。ノンフィクション作家。講談社ノンフィクション賞受賞。

## 人物
熊本県八代郡鏡町（現・八代市）出身。熊本大学教育学部附属中学校から熊本県立熊本高等学校に入学。テニス部に入り、高校3年時に国体、インターハイに出場。夏のインターハイでシングルスベスト16に進出した。現役で一橋大学法学部に入学。大学では卒業論文を提出せずに1年間留年し、読書とパチンコをして日々を過ごした。高校時代の同級生に山室信一（元京都大学教授）、大学前期クラスでの同級生に鈴木和宏（検察官、元福岡高等検察庁検事長）や藤巻健史（為替トレーダー、参議院議員）などがいる。
もう1年留年しようと考えていたところ、1975年1月ごろに大学の掲示板で共同通信社の臨時記者募集の知らせをみつけた。大学の先輩から、共同通信は働かなくても給料をくれるいい会社だと聞いており、優秀な学生は既に内定先を得ていた時期の臨時募集だったために競争率も低いと考え応募し、2月に採用試験に合格する。同年、一橋大学法学部を卒業し共同通信社に入社、卒業論文は卒業後に提出した。
立川支局にて新人記者を務めたのち、岡山支局にて3年間、大阪支社社会部にて6年間、東京本社社会部にて10年間、司法記者として東京地検特捜部、リクルート事件などを取材した。だが、1980年代後半に共同通信社の社風が変わって経営効率重視となり、風通しが悪くなるとともに仕事量が増えた。権力におもねるようになった会社上層部に記事がつぶされることが何度もあって馬鹿らしくなり、たまっていた年次有給休暇を使い、テニスクラブに通い会社には週に1、2度顔を出すだけの状態となった。
1993年ごろから、自分の興味の持てるテーマを選んで仕事に復帰。1994年に共同通信・戦後50年企画として人員、取材費、テーマの一切を任されたため瀬島龍三をテーマに70回の長期連載を手がける。
1996年5月、京都支局デスクに異動した。しかしこの頃、単行本化を進めていた瀬島の記事について、上層部から記事の渡邉恒雄に関する部分を削除するように求められたのに反発した。また京都支局では、東京本社や大阪支社の方針と何度も対立を繰り返す。結局、自分で取材をして記事を書きたいとの思いが強くなり、1996年8月に退社。東京に戻り、フリーライターとなり渡邉の評伝取材を開始する。
同年、共同通信の社会部のチームで書いた『沈黙のファイル -「瀬島龍三」とは何だったのか- 』により日本推理作家協会賞を受賞する。
1999年から『月刊現代』にて渡邉の評伝の連載を開始した。
2004年、『野中広務 差別と権力』により講談社ノンフィクション賞を受賞する。
2006年より佐藤優、宮崎学らとメディア勉強会「フォーラム神保町」を運営している。
2010年1月18日、フォーラム神保町と現代深層研究会主催の緊急シンポジウム「『新撰組』化する警察&検察&官僚がニッポンを滅ぼす!」に青木理、大谷昭宏、岡田基志、木村三浩、郷原信郎、佐藤優、鈴木宗男、田原総一朗、平野貞夫、宮崎学らとともに参加した。
2010年11月に発生した尖閣諸島中国漁船衝突映像流出事件においては、「仮に海保の人だとすると、船長の処分が不透明な形だったことに対して義憤にかられ、確信的に投稿したことがうかがえる。義憤の中身はナショナリズム。いわば文民統制に異議申し立てをしたともいえ、危うさを感じる。外交には機密がつきもので、真実を知る権利が必ず優先するわけではない」と発言。
2014年より城山三郎賞選考委員となる。
2017年より講談社ノンフィクション賞（現・講談社本田靖春ノンフィクション賞）選考委員。

## 経歴
- 1970年 熊本県立熊本高等学校卒業
- 1975年 一橋大学法学部卒業
- 1975年 共同通信社 立川支局記者
- 1977年 同社 岡山支局記者
- 1980年 同社 大阪支社社会部記者
- 1986年 同社 東京本社社会部記者
- 1996年 同社 京都支局デスク
- 1996年 退社
- 2004年 講談社ノンフィクション賞受賞

## 著作

### 単著
- 『特捜検察』（1997年9月、岩波新書）
- 『特捜検察の闇』（2001年5月、文藝春秋→文春文庫、2003年）
- 『渡邉恒雄　メディアと権力』（2003年8月、講談社→講談社文庫、2003年）
- 『野中広務　差別と権力』（2004年6月、講談社→講談社文庫、2006年）
- 『国家とメディア　事件の真相に迫る』（2006年12月、ちくま文庫）
- 『官僚とメディア』（2007年4月、角川書店・新書）
- 『証言 村上正邦　我、国に裏切られようとも』（2007年10月、講談社）
- 『冤罪法廷　特捜検察の落日』（2010年9月、講談社）
- 『出版と権力　講談社と野間家の一一〇年』（2021年2月、講談社）

### 共著
- 斎藤貴男『いったい、この国はどうなってしまったのか!』（2003年、日本放送出版協会）
- 斎藤貴男・目取真俊『続 いったい、この国はどうなってしまったのか！』（2006年、日本放送出版協会）
- 佐高信『だまされることの責任』（2004年、高文研→角川文庫、2008年）
- 『安倍晋三の本性』（2006年、金曜日）俵義文・横田一・佐高信・「週刊金曜日」取材班
- 佐藤優『ナショナリズムという迷宮 ラスプーチンかく語りき』（2006年、朝日新聞社→朝日文庫、2010年）
- 佐藤優『テロルとクーデターの予感　ラスプーチンかく語りき2』（2009年、朝日新聞出版）
- 『政権交代という幻想　ラスプーチンかく語りき3』（2011年、朝日新聞出版）
- 鈴木宗男・佐藤優『鈴木宗男が考える日本』（2012年、洋泉社新書）
- 清武英利『Yの悲劇　独裁者が支配する巨大新聞社に未来はあるか』（2012年、講談社）
- 『新書へのとびら 講談社現代新書創刊60周年』（2024年、講談社）
  - 「現代新書はいかにして現代新書になったのか」を寄稿